# Aulonothroscus punctatus
Aulonothroscus punctatus är en skalbaggsart som först beskrevs av Bonvouloir 1859.  Aulonothroscus punctatus ingår i släktet Aulonothroscus och familjen småknäppare. Inga underarter finns listade i Catalogue of Life.